# Ašina Tuizi
Ašina Tuizi je bil po invaziji dinastije Tang od leta 693 do 700 kagan Zahodnega turškega kaganata. 

## Življenje
Ašina Tuizi je po usmrtitvi njegovega očeta pobegnil iz dinastije Tang. Po prihodu v Tibetansko cesarstvo leta 693 je zahteval Onoški kaganat in vladarski naslov tong jabgu kagan. Kmalu sta se mu pridružila strica Ašina Babu (阿史那拔布) in Ašina Poluo (阿史那仆罗).
Leta 694 je združena vojska kagana in tibetanskega generala Gar Tsenjena Gungtona (kitajsko 勃論贊刃, Bolun Dzanren)  doživela poraz blizu jezera Činghai. Kasneje istega leta sta Tridu Songtsen in Tuizi napadla Lengčen in opustošila več mest.
Po pisanju v starih Tibetanskih letopisih je bil leta 700 poslan v Tudžue. Nekateri menijo, da je bil poslan kot okrepitev Ašiji Baolu (阿悉吉薄露), za katerega so domnevali, da je po poreklu iz Zahodnega turškega kaganata in je sprožil upor proti Tangu. Drugi menijo, da je bil poslan v Drugi turški kaganat kot glasnik združitve kaganata in Tibetanskega cesarstva proti dinastiji Tang.
Leta 705 se je ponovno povezal s Tibetanskim cesarstvom in osvojil Fergansko dolino in leta 706 pregnal vojsko Tanga.